# Шахова олімпіада

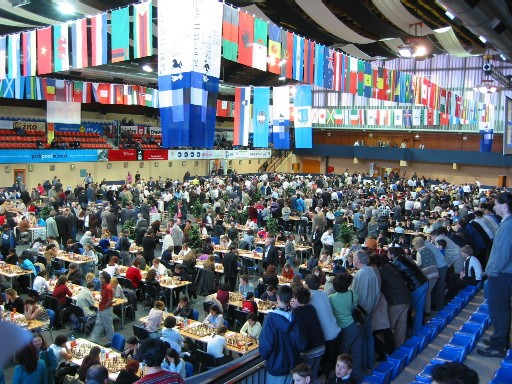
Шахова олімпіада 2002 у місті Блед (Словенія)

Шахова олімпіада — командний шаховий турнір між збірними, що проходить під егідою ФІДЕ щодва роки. У турнірі змагаються збірні команди-члени ФІДЕ.
У чоловічому турнірі гра проводиться на чотирьох шахівницях за швейцарською системою. Команди складаються з п'яти гравців, один із яких є запасним. Очки нараховуються за кожну перемогу і кожну нічию на окремих дошках, за перемогу — 1 очко, за нічию — половину очка. Переможцем стає команда, яка набрала найбільшу кількість очок.
Українська чоловіча команда перемагала у шахових олімпіадах 2004 і 2010 років, двічі ставала срібним призером в 1996 і 2016 та тричі була бронзовим призером, у 2000, 2002, 2012 роках.
Жіноча українська команда перемогла на шаховій олімпіаді 2006 і 2022 року, була срібними призерами на олімпіадах 1992, 2008 та 2018 років, бронзовими призерами — 2012, 2014 та 2016 років.

## Історія

### Передісторія
Предками командних матчів між шахістами вважають матчі за листуванням. Першими поєдинками такого типу були Единбург — Лондон (1824—1828) і Будапешт — Париж (1842—1845), від переможців котрих пішли назви шахових дебютів — шотландська і угорська партії. Ці матчі проводили за листуванням, унаслідок чого змагання затягувалися на місяці й роки. З появою телеграфа темп боротьби значно збільшився.
Серед зустрічей по телеграфу відомими стали ігри Англія—США. З 1896 року їх проводили щорічно і з 13 матчів 6 виграли англійці, 6 американці, один закінчився нічиєю.
Безпосередні очні командні зустрічі були поширені в Європі до Першої світової війни. Такими традиційними матчами були, наприклад, Англія—Голландія, Швеція—Данія, Німеччина—Голландія.
Після Першої світової шахові федерації країн почали шукати можливості провести міжнародний турнір, який би міг визначити найсильнішу шахову збірну світу. 20 липня 1924 року за ініціативи секретаря Французької шахової федерації П'єра Венсана в Парижі зібралися представники 15 національних шахових федерацій і підписали протокол про створення Міжнародної шахової федерації (фр. Fédération internationale des échecs) — ФІДЕ. Ще до цього, навесні, Венсан звернувся до Міжнародного олімпійського комітету за підтримкою у проведенні міжнародного командного шахового турніру у рамках Олімпійських ігор, що відбувалися у 1924 році в Парижі. МОК підтримав пропозицію за умови, що до змагань не буде допущено «професіоналів», тобто людей, для яких шахи є джерелом прибутку, адже це суперечило б духу олімпізму. Турнір стартував у липні 1924 року й отримав назву «Всесвітня олімпіада любителів».

### Довоєнні олімпіади
Ще одну спробу організації шахової олімпіади було зроблено на турнірі в Будапешті 1926 року. Але він зібрав лише 4 збірні. Першою повноцінною олімпіадою стали змагання у Лондоні 1927 року, де за звання найсильнішого боролися 16 команд (у тому числі одна з-поза Європи — Аргентина). Відтоді проведення олімпіад стало регулярним. У 1930-х роках змагання проводили у непарні роки (що два роки). Тогочасними лідерами були команди США, Польщі, Угорщини, Чехословаччини і Німеччини. Останню довоєнну олімпіаду проведено 1939 року в Буенос-Айресі (Аргентина). Друга світова війна перервала проведення турнірів.

### Повоєнні олімпіади
По війні першу олімпіаду організовано аж у 1950 році. Господарем стало югославське місто Дубровник. ФІДЕ постановило проводити олімпіаду раз на два роки у парні роки. Олімпіада 1952 року відкрила нову еру цих змагань — вперше на турнір приїхала команда СРСР. Радянські шахісти були найсильнішими на світі, що й підтвердили результати наступних турнірів — до 1990-х років Радянський Союз лише одного разу поступився першим місцем (Угорщині в 1978 році) і в одному випадку бойкотував турнір (1976 р. олімпіада відбувалася в Хайфі, Ізраїль). Решту змагань радянські гравці виграли. Найближчими переслідувачами були збірні соціалістичних Угорщини та Югославії, а також представники Заходу: Сполучені Штати Америки, Аргентина та Англія.

### Сучасний етап
Після розпаду Радянського Союзу збірні колишніх союзних республік, а тепер незалежних держав, залишилися елітою світових шахів. З 1992 року олімпіаду 6 разів вигравала Росія (1992, 1994, 1996, 1998, 2000 і 2002), тричі — Вірменія (2006, 2008 і 2012) та двічі — Україна (2004, 2010).
 У 2014 році вперше переможцями шахової олімпіади стала команда Китаю, у 2022 році — Узбекистану, у 2024 — Індії.

## Переможці
Неофіційні олімпіади
| №   | Місто    | Рік    | Золото         | Срібло   | Бронза    |
| --- | -------- | ------ | -------------- | -------- | --------- |
| I   | Париж    | 1924   | Чехословаччина | Угорщина | Швейцарія |
| II  | Будапешт | 1926   | Угорщина       | США      | Польща    |
| III | Мюнхен   | 1936   | Угорщина       | Польща   | Німеччина |
| IV  | Триполі  | 1976 * | Сальвадор      | Туніс    | Пакистан  |

Офіційні олімпіади
| №       | Місто           | Рік    | Золото     | Срібло               | Бронза         |
| ------- | --------------- | ------ | ---------- | -------------------- | -------------- |
| I       | Лондон          | 1927   | Угорщина   | Данія                | Англія         |
| II      | Гаага           | 1928   | Угорщина   | США                  | Польща         |
| III     | Гамбург         | 1930   | Польща     | Угорщина             | Німеччина      |
| IV      | Прага           | 1931   | США        | Польща               | Чехословаччина |
| V       | Фолкстон        | 1933   | США        | Чехословаччина       | Швеція         |
| VI      | Варшава         | 1935   | США        | Швеція               | Польща         |
| VII     | Стокгольм       | 1937   | США        | Угорщина             | Польща         |
| VIII    | Буенос-Айрес    | 1939   | Німеччина  | Польща               | Естонія        |
| IX      | Дубровник       | 1950   | Югославія  | Аргентина            | ФРН            |
| X       | Гельсінкі       | 1952   | СРСР       | Аргентина            | Югославія      |
| XI      | Амстердам       | 1954   | СРСР       | Аргентина            | Югославія      |
| XII     | Москва          | 1956   | СРСР       | Югославія            | Угорщина       |
| XIII    | Мюнхен          | 1958   | СРСР       | Югославія            | Аргентина      |
| XIV     | Лейпциг         | 1960   | СРСР       | США                  | Югославія      |
| XV      | Варна           | 1962   | СРСР       | Югославія            | Аргентина      |
| XVI     | Тель-Авів       | 1964   | СРСР       | Югославія            | ФРН            |
| XVII    | Гавана          | 1966   | СРСР       | США                  | Угорщина       |
| XVIII   | Лугано          | 1968   | СРСР       | Югославія            | Болгарія       |
| XIX     | Зіґен           | 1970   | СРСР       | Угорщина             | Югославія      |
| XX      | Скоп'є          | 1972   | СРСР       | Угорщина             | Югославія      |
| XXI     | Ніцца           | 1974   | СРСР       | Югославія            | США            |
| XXII    | Хайфа           | 1976 * | США        | Нідерланди           | Англія         |
| XXIII   | Буенос-Айрес    | 1978   | Угорщина   | СРСР                 | США            |
| XXIV    | Ла-Валетта      | 1980   | СРСР       | Угорщина             | Югославія      |
| XXV     | Люцерн          | 1982   | СРСР       | Чехословаччина       | США            |
| XXVI    | Салоніки        | 1984   | СРСР       | Англія               | США            |
| XXVII   | Дубай           | 1986   | СРСР       | Англія               | США            |
| XXVIII  | Салоніки        | 1988   | СРСР       | Англія               | Нідерланди     |
| XXIX    | Новий Сад       | 1990   | СРСР       | США                  | Англія         |
| XXX     | Маніла          | 1992   | Росія      | Узбекистан           | Вірменія       |
| XXXI    | Москва          | 1994   | Росія      | Боснія і Герцеговина | Росія-2        |
| XXXII   | Єреван          | 1996   | Росія      | Україна              | США            |
| XXXIII  | Еліста          | 1998   | Росія      | США                  | Україна        |
| XXXIV   | Стамбул         | 2000   | Росія      | Німеччина            | Україна        |
| XXXV    | Блед            | 2002   | Росія      | Угорщина             | Вірменія       |
| XXXVI   | Кальвія         | 2004   | Україна    | Росія                | Вірменія       |
| XXXVII  | Турин           | 2006   | Вірменія   | КНР                  | США            |
| XXXVIII | Дрезден         | 2008   | Вірменія   | Ізраїль              | США            |
| XXXIX   | Ханти-Мансійськ | 2010   | Україна    | Росія                | Ізраїль        |
| XL      | Стамбул         | 2012   | Вірменія   | Росія                | Україна        |
| XLI     | Тромсе          | 2014   | КНР        | Угорщина             | Індія          |
| XLII    | Баку            | 2016   | США        | Україна              | Росія          |
| XLIII   | Батумі          | 2018   | КНР        | США                  | Росія          |
| XLIV    | Ченнай          | 2022   | Узбекистан | Вірменія             | Індія-2        |
| XLV     | Будапешт        | 2024   | Індія      | США                  | Узбекистан     |

Примітка: * У 1976 році Радянський Союз, комуністичні та арабські країни (крім Ірану) бойкотували олімпіаду в Хайфі. Натомість було проведено неофіційну альтернативну олімпіаду в Триполі (Лівія).

## Жінки
| Рік  | Місто           | Золото   | Срібло    | Бронза         | Σ команд-учасниць |
| ---- | --------------- | -------- | --------- | -------------- | ----------------- |
| 1957 | Еммен           | СРСР     | Румунія   | НДР            | 21                |
| 1963 | Спліт           | СРСР     | Югославія | НДР            | 15                |
| 1966 | Обергаузен      | СРСР     | Румунія   | НДР            | 14                |
| 1969 | Люблін          | СРСР     | Угорщина  | Чехословаччина | 15                |
| 1972 | Скоп'є          | СРСР     | Румунія   | Угорщина       | 23                |
| 1974 | Медельїн        | СРСР     | Румунія   | Болгарія       | 26                |
| 1976 | Хайфа           | Ізраїль  | Англія    | Іспанія        | 23                |
| 1978 | Буенос-Айрес    | СРСР     | Угорщина  | ФРН            | 32                |
| 1980 | Ла-Валлетта     | СРСР     | Угорщина  | Польща         | 42                |
| 1982 | Люцерн          | СРСР     | Румунія   | Угорщина       | 45                |
| 1984 | Салоніки        | СРСР     | Болгарія  | Румунія        | 51                |
| 1986 | Дубай           | СРСР     | Угорщина  | Румунія        | 49                |
| 1988 | Салоніки        | Угорщина | СРСР      | Югославія      | 56                |
| 1990 | Новий Сад       | Угорщина | СРСР      | КНР            | 64                |
| 1992 | Маніла          | Грузія   | Україна   | КНР            | 62                |
| 1994 | Москва          | Грузія   | Угорщина  | КНР            | 81                |
| 1996 | Єреван          | Грузія   | КНР       | Росія          | 74                |
| 1998 | Еліста          | КНР      | Росія     | Грузія         | 72                |
| 2000 | Стамбул         | КНР      | Грузія    | Росія          | 86                |
| 2002 | Блед            | КНР      | Росія     | Польща         | 91                |
| 2004 | Кальвія         | КНР      | США       | Росія          | 87                |
| 2006 | Турин           | Україна  | Росія     | КНР            | 103               |
| 2008 | Дрезден         | Грузія   | Україна   | США            | 111               |
| 2010 | Ханти-Мансійськ | Росія    | КНР       | Грузія         |                   |
| 2012 | Стамбул         | Росія    | КНР       | Україна        |                   |
| 2014 | Тромсе          | Росія    | КНР       | Україна        | 136               |
| 2016 | Баку            | КНР      | Польща    | Україна        | 141               |
| 2018 | Батумі          | КНР      | Україна   | Грузія         | 151               |
| 2022 | Ченнай          | Україна  | Грузія    | Індія          | 151               |
| 2024 | Будапешт        | Індія    | Казахстан | США            | 170               |

## Загальний залік (всі Олімпіади)
У таблиці наведені результати команд переможниць та призерів шахових олімпіад (в тому числі й неофіційних) в олімпійському порядку (найбільша вага надається кількості золотих нагород, потім срібних і бронзових відповідно).
Натиснувши на значок біля назви стовпчика можна змінювати порядок довільно.

### Чоловіки
Дані за 1927—2024 роки
| Місце | Країна               | 1-х місць | 2-х місць | 3-х місць | Разом |
| ----- | -------------------- | --------- | --------- | --------- | ----- |
| 1     | СРСР                 | 18        | 1         | 0         | 19    |
| 2     | США                  | 6         | 7         | 9         | 22    |
| 3     | Росія                | 6         | 3         | 3         | 12    |
| 4     | Угорщина             | 5         | 8         | 2         | 15    |
| 5     | Вірменія             | 3         | 1         | 3         | 7     |
| 6     | Україна              | 2         | 2         | 3         | 7     |
| 7     | КНР                  | 2         | 1         | 0         | 3     |
| 8     | Югославія            | 1         | 7         | 5         | 13    |
| 9     | Польща               | 1         | 3         | 3         | 7     |
| 10    | Чехословаччина       | 1         | 2         | 1         | 4     |
| 11    | Німеччина*           | 1         | 1         | 4         | 6     |
| 12    | Узбекистан           | 1         | 1         | 1         | 3     |
| 13    | Індія                | 1         | 0         | 2         | 3     |
| 14    | Англія               | 0         | 3         | 3         | 6     |
| 15    | Аргентина            | 0         | 3         | 2         | 5     |
| 16    | Нідерланди           | 0         | 1         | 1         | 2     |
| =     | Швеція               | 0         | 1         | 1         | 2     |
| =     | Ізраїль              | 0         | 1         | 1         | 2     |
| 19    | Боснія і Герцеговина | 0         | 1         | 0         | 1     |
| =     | Данія                | 0         | 1         | 0         | 1     |
| 21    | Болгарія             | 0         | 0         | 1         | 1     |
| =     | Естонія              | 0         | 0         | 1         | 1     |
| =     | Румунія              | 0         | 0         | 1         | 1     |
| =     | Швейцарія            | 0         | 0         | 1         | 1     |

- Охоплює результати ФРН.

### Жінки
Дані за 1957—2024 роки
| Місце | Країна         | 1-х місць | 2-х місць | 3-х місць | Разом |
| ----- | -------------- | --------- | --------- | --------- | ----- |
| 1     | СРСР           | 11        | 2         | 0         | 13    |
| 2     | КНР            | 6         | 4         | 4         | 14    |
| 3     | Грузія         | 4         | 2         | 3         | 9     |
| 4     | Росія          | 3         | 3         | 3         | 9     |
| 5     | Угорщина       | 2         | 5         | 2         | 9     |
| 6     | Україна        | 2         | 3         | 3         | 8     |
| 7     | Індія          | 1         | 0         | 1         | 2     |
| 8     | Ізраїль        | 1         | 0         | 0         | 1     |
| 9     | Румунія        | 0         | 5         | 2         | 7     |
| 10    | Польща         | 0         | 1         | 2         | 3     |
| 11    | Югославія      | 0         | 1         | 1         | 2     |
| 12    | Болгарія       | 0         | 1         | 1         | 2     |
| 13    | США            | 0         | 1         | 2         | 3     |
| 14    | Англія         | 0         | 1         | 0         | 1     |
| 15    | НДР            | 0         | 0         | 3         | 3     |
| 16    | Німеччина      | 0         | 0         | 1         | 1     |
| =     | Чехословаччина | 0         | 0         | 1         | 1     |
| =     | Іспанія        | 0         | 0         | 1         | 1     |
| =     | Казахстан      | 0         | 0         | 1         | 1     |